# Francesco Paolo Figliuolo
Francesco Paolo Figliuolo (Potenza, 11 luglio 1961) è un generale e funzionario italiano.
Il 21 dicembre 2024 è stato nominato vicedirettore dell'AISE.
Dal novembre 2018 al dicembre 2021 è stato comandante logistico dell'Esercito. Dal 1º marzo 2021 al 31 marzo 2022 è stato commissario straordinario per l'attuazione e il coordinamento delle misure occorrenti per il contenimento e contrasto dell'emergenza epidemiologica COVID-19.  Dal 26 dicembre 2021 al 19 dicembre 2024 è stato al vertice del Comando operativo di vertice interforze dello stato maggiore della difesa.

## Biografia

### Carriera militare

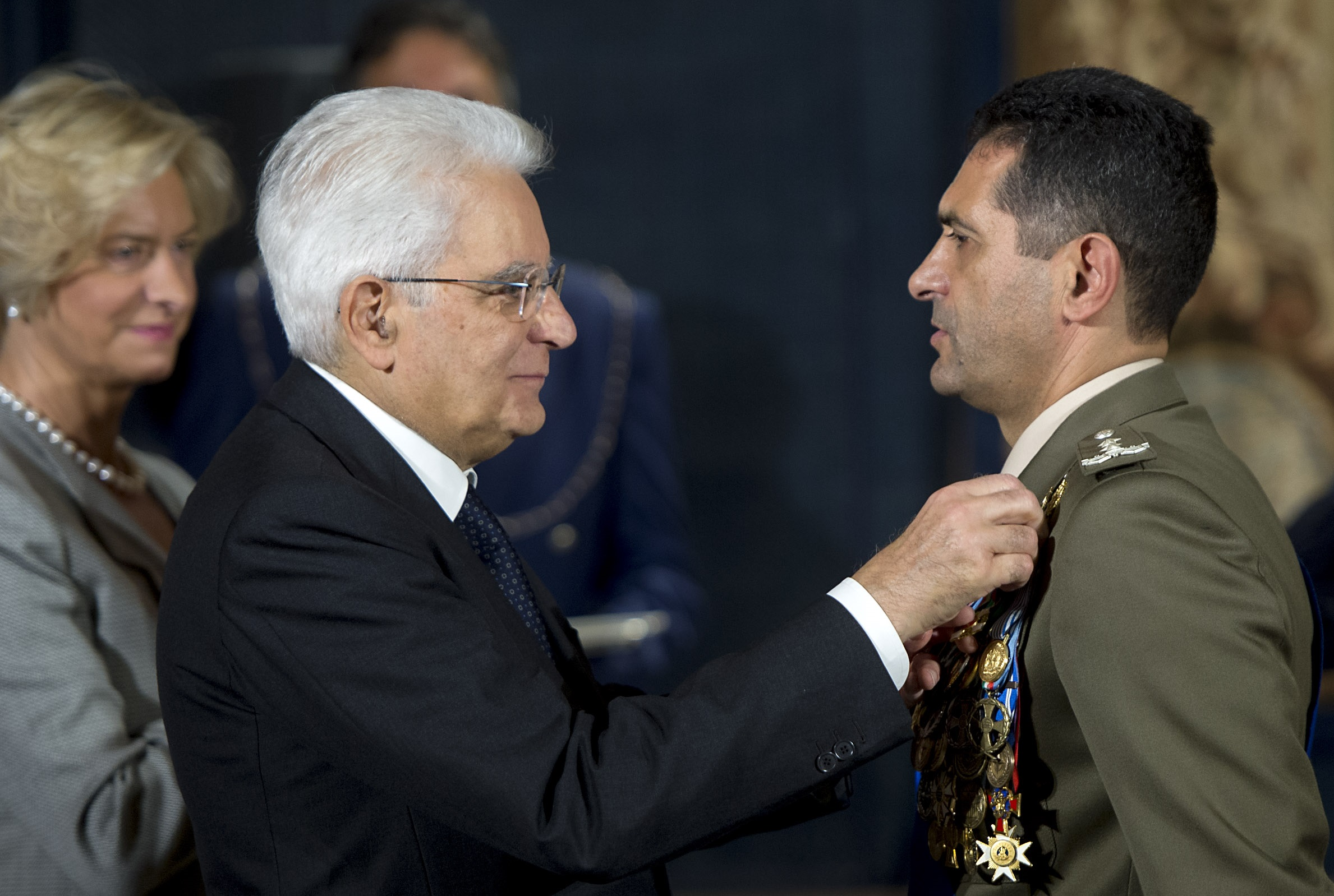
Figliuolo riceve la croce di "Cavaliere" dell’Ordine Militare d’Italia dal Presidente della Repubblica Sergio Mattarella, 2016

Dopo aver frequentato il liceo classico Quinto Orazio Flacco di Potenza, si forma con il 162º corso dell'Accademia militare di Modena e alla scuola d'applicazione di Torino, come ufficiale di artiglieria da montagna. Svolge le sue prime esperienze di comando nella quarta batteria del  gruppo artiglieria da montagna  "Aosta" della brigata alpina Taurinense, gruppo che ha comandato in missione in Kosovo, nell'enclave serba di Goraždevac (Peć) negli anni 1999-2000. Tra il 2004 e il 2005 quale comandante del 1º Reggimento artiglieria terrestre da montagna, diveniva responsabile del contingente italiano in missione in Afghanistan (ISAF) con il grado di colonnello.
Dal settembre 2009 all'ottobre 2010 è stato vice comandante della Brigata alpina "Taurinense", divenendone poi comandante fino al novembre 2011. Dal 2014 al 2015 diviene il 19º Comandante delle forze NATO in Kosovo, la Kosovo Force (KFOR) con il grado di generale di divisione. È stato Capo Reparto Logistico dello Stato maggiore dell'Esercito dall'agosto 2015 al maggio 2016. È entrato quindi nello staff del Capo di stato maggiore della Difesa quale Capo ufficio generale del generale Claudio Graziano. Con decorrenza 1 gennaio 2018 viene promosso generale di corpo d'armata.
Il 7 novembre 2018 viene nominato comandante logistico dell'Esercito (COMLOG).

#### Commissario straordinario all'emergenza COVID-19
Il 1º marzo 2021 viene nominato dal Presidente del Consiglio Mario Draghi quale commissario straordinario per l'emergenza COVID-19, subentrando a Domenico Arcuri, nominato da Giuseppe Conte, predecessore di Mario Draghi. Mantiene anche l'incarico nell'E.I.
Sotto la sua struttura commissariale, per la prima volta il 28 aprile 2021 si sono raggiunte 508 158 somministrazioni di vaccini anti COVID-19. La sua guida ha inoltre visto una implementazione del supporto della Difesa nell'ambito della campagna vaccinale. Il suo incarico di commissario è terminato il 31 marzo 2022.

#### Al vertice del COVI
Il 14 dicembre 2021, su proposta del ministro della difesa Lorenzo Guerini, il Consiglio dei ministri ha nominato Figliuolo al vertice del Comando operativo di vertice interforze, con il grado di generale di corpo d'armata con incarichi speciali, che si insedia nell'incarico il 26 dicembre. La cerimonia di cambio del Comando logistico dell'Esercito avviene l'11 gennaio 2022 mentre quella di cambio al vertice del COVI avviene il 19 gennaio successivo.

#### Commissario straordinario per la ricostruzione
Il 27 giugno 2023 il Consiglio dei ministri lo nomina anche commissario straordinario per la ricostruzione in Emilia Romagna, Marche e Toscana a seguito dell'alluvione che ha colpito quei territori, successivamente approvato il 6 luglio. Il 31 luglio Figliuolo nomina sub-commissari i tre presidenti di Regione. L'incarico di Commissario scade nel dicembre 2024.

#### Vice Direttore dell'Agenzia informazioni e sicurezza esterna (AISE)
Il 19 dicembre 2024 lascia il comando del Covi. Il successivo 21 dicembre, con Dpcm firmato dalla Presidente del Consiglio dei ministri Giorgia Meloni, è stato nominato Vice Direttore dell'Agenzia informazioni e sicurezza esterna di cui l'incarico ha la durata di due anni.

## Vita privata
Vive a Torino con la moglie Enza e i due figli Salvatore e Federico. 
Appassionato di lettura e sport, è istruttore militare di sci alpino.

## Opere
- Un italiano. Quello che la vita mi ha insegnato per affrontare la sfida più grande, con Beppe Severgnini, Rizzoli, 2022, ISBN 9788817161527[18]